# Carlisle (Antigua en Barbuda)
Carlisle is een plaats in de parish Saint George in Antigua en Barbuda.